# Seznam osobností vyznamenaných 28. října 2005
Seznam osobností, které prezident České republiky Václav Klaus vyznamenal nejvyššími státními vyznamenáními 28. října 2005.

## Řád Bílého lva

### I. třídy
- genmjr. v.v. Josef Buršík (in memoriam)
- genmjr. v.v. Rudolf Pernický

## Řád Tomáše Garrigua Masaryka

### I. třídy
- brigádní generál v.v. MUDr. Josef Hercz
- genmjr. v.v. Stanislav Hlučka

### III. třídy
- P. Martin František Vích

## Medaile Za hrdinství
- Michal Velíšek (in memoriam)

## Medaile Za zásluhy

### I. stupně
- Jiří Šlitr (in memoriam)

### II. stupně
- akademická sochařka Jaroslava Brychtová
- Prof. RNDr. Helena Illnerová, DrSc.
- Vladimír Jiránek
- Stanislav Kolíbal
- Prof. RNDr. Jaroslav Koutecký, DrSc. (in memoriam)
- Ing. Agr. Paul Millar, PhD.
- Franz Olbert
- Prof. MUDr. Mojmír Petráň
- Prof. ThDr. Petr Pokorný, DrSc. Dr.h.c.
- Blažena Rosnerová a Lubomír Rosner
- Ing. Miroslav Smotlacha
- Josef Somr
- Zdeněk Sternberg
- PhDr. Jaroslav Šedivý, CSc.
- Prof. MUDr. Vladimír Vonka, DrSc.
- Prof. MUDr. Petr Zvolský, DrSc.